# Pelargonium-sidoides-Wurzeln-Auszug
Der Auszug aus Pelargonium-sidoides-Wurzeln (auch: Pelargonienwurzelextrakt und weit verbreitet Umckaloabo) wird aus der südafrikanischen Kapland-Pelargonie (Pelargonium sidoides), einer Pelargonienart, gewonnen und als Arzneistoff für die Herstellung von Arzneimitteln zur Behandlung der akuten Bronchitis verwendet.

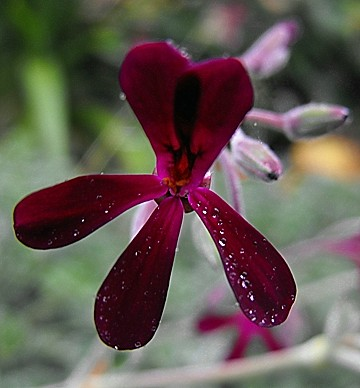
Blüte von Pelargonium sidoides DC.

## Pharmakologie

### Eigenschaften
Pelargonienwurzelextrakt soll gegen Viren und Bakterien sowie schleimlösend wirken.
Der Extrakt wirkt in einem Fibroblasten/Enzephalomyokarditis -Virus (EMCV)-Modell in vitro steigernd auf die Produktion von Makrophagen-Interferon. Ob eine Übertragbarkeit der Ergebnisse auf humanpathogene Viren in vivo besteht, ist nicht bewiesen.
In einem weiteren In-vitro-Modell ist eine antibakterielle Wirkung gegen verschiedene grampositive (Staphylococcus aureus, Streptococcus pneumoniae) und gramnegative Bakterien (Escherichia coli, Klebsiella pneumoniae, Proteus mirabilis, Haemophilus influenzae) beschrieben worden. Für diesen Effekt ist das im Handel befindliche Medikament allerdings 1000fach unterdosiert.
Zusätzlich wird eine indirekte antibakterielle Wirkung beschrieben. So soll die Anheftung und das Eindringen von Bakterien an bzw. in die Zellen der Atemwegsschleimhaut verhindert werden (In-vitro-Daten). Ferner wird eine Mobilisation und Aktivierung der körpereigenen Fresszellen (Makrophagen) in vitro beschrieben.
Bei Versuchen hinsichtlich der antiviralen Wirkung des Wurzelauszuges konnte man das Potential der enthaltenen Polyphenole entdecken, gesunde Zellen vor der Infektion mit dem HI-Virus zu schützen. Klinische Studien liegen hierzu noch nicht vor.
Das Arzneimittel soll die Schlagfrequenz der Flimmerhärchen in den Bronchien erhöhen und so einen besseren Abtransport des Schleimes ermöglichen (In-vitro-Daten). Eine Überlegenheit gegenüber einer ebenfalls nicht gesicherten Therapie mit Acetylcystein konnte nicht nachgewiesen werden.

### Gegenanzeigen und Nebenwirkungen

Hauptsächlich vorgefundene Cumarine in der Wurzel von Pelargonium sidoides DC.

Wegen der im Extrakt enthaltenen Cumarine gelten Zustände, die mit einer erhöhten Blutungsneigung (angeboren oder erworben (medikamentöse Therapie mit Phenprocoumon)) einhergehen, als Kontraindikation. Eine direkte gerinnungshemmende Wirkung konnte im Tierversuch nicht nachgewiesen werden.
Durch einen Ethanolanteil von 12 Volumenprozent ist die Einnahme bei Kindern kritisch zu betrachten. Der Hersteller verweist jedoch darauf, dass die Tagesdosis des Präparats unterhalb des natürlichen Alkoholgehalts eines Glases Apfelsaft liege und damit unbedenklich sei.
Gelegentlich treten als Nebenwirkung Magen-Darm-Beschwerden wie Magenschmerzen, Sodbrennen, Übelkeit oder Durchfall auf, selten leichtes Zahnfleisch- oder Nasenbluten. Ebenfalls selten werden leichte sowie sehr selten auch schwere Überempfindlichkeitsreaktionen mit dem Bild eines anaphylaktischen Schocks beobachtet.
Als häufigste Nebenwirkungen werden Hautausschlag, Juckreiz und Überempfindlichkeit gemeldet. Gelegentlich wurden auch Erhöhungen der Leberwerte beobachtet. Zu unerwünschten Wirkungen an der Leber liegen eine Reihe von Meldungen vor, davon eine mit dem Verdacht einer medikamentös-toxischen Hepatitis. In einer Studie untersuchten Forscher der Universität Frankfurt am Main insgesamt 15 Verdachtsfälle und kamen zum Ergebnis, dass ein überzeugender Beweis dafür fehle, dass Pelargonium-haltige Arzneimittel bei den analysierten Fällen die Leberschäden verursacht habe. Die zuständige Behörde in Deutschland (BfArM) hielt Maßnahmen zur Risikominimierung für erforderlich und betrieb ein Stufenplanverfahren; so sollte unter anderem eine Post-Authorisation-Safety-Study durchgeführt werden, um den Zusammenhang zwischen der Einnahme von Pelargonium sidoides und dem Auftreten von Leberschädigungen weiter zu untersuchen.
Lt. Pharmazeutische PZ Zeitung online vom 31. März 2014 hat das Bundesinstitut für Arzneimittel und Medizinprodukte (BfArM) angeordnet, dass seit Juli 2014 ein Hinweis in der Packungsbeilage enthalten sein muss, der darauf hinweist, dass Pelargonium  mögliche Hepatotoxizität besitzen und Leberschäden verursachen kann.

### Herstellung und chemischer Aufbau
Das Arzneimittel enthält einen ethanolischen Auszug (1:8-10) aus den Wurzeln der südafrikanischen Pelargonium sidoides aus der Familie der Storchschnabelgewächse. Ein Teil des Bedarfs an Rohmaterial wird durch Wildsammlung, ein anderer Teil durch Anbau gedeckt.
Der durch Perkolation und/oder Mazeration gewonnene Wurzelextrakt enthält unter anderem mehrfach substituierte Benzopyranonderivate und kondensierte Gerbstoffe. Bei den Benzopyranonderivaten handelt es sich um in 5- bis 8-Position zwei- bis vierfach Hydroxy-, Methoxy- und/oder Sulfooxysubstituierte 2H-1-Benzopyran-2-one wie z. B. Scopoletin und Umckalin, bei den kondensierten Gerbstoffen um Proanthocyanidine, die hauptsächlich aus Gallocatechin- und Epigallocatechin-Monomeren aufgebaut sind. Im Weiteren sind einfache phenolische Verbindungen, in erster Linie Gallussäure, enthalten.

## Zulassung und Studienlage
Pelargonienwurzelextrakt ist zugelassen zur Behandlung der akuten Bronchitis bei Kindern ab einem Jahr und Erwachsenen. Die früher vom Hersteller beanspruchten Indikationen Mandelentzündung (Angina tonsillaris), Entzündung des Nasen- und Rachenraums (Rhinopharyngitis) und Nasennebenhöhlenentzündung (Sinusitis) mussten mit der Nachzulassung im Dezember 2005 aufgegeben werden.
Zur Wirksamkeit bei akuter Bronchitis wurden mehrere placebokontrollierte Doppelblindstudien an Erwachsenen und Kindern veröffentlicht. Diese wurden inzwischen in zwei Meta-Analysen zusammengefasst, von denen eine vom Hersteller in Auftrag gegeben wurde. In der Meta-Analyse der Cochrane Collaboration wurde ebenfalls eine Wirksamkeit des Präparates in der Behandlung verschiedener Erkältungskrankheiten festgestellt. Allerdings war einschränkend zu sagen, dass alle eingeschlossenen Studien herstellerfinanziert waren und alle aus der gleichen Region stammen (Osteuropa). Die Autoren der Meta-Analyse äußern sich daher zurückhaltend, was die Zuverlässigkeit der Ergebnisse angeht, da Widersprüche zwischen den Studien und eine unklare klinische Relevanz des Effektes auffallen. Unabhängige Studien zu diesem Präparat gibt es bisher nicht.
Eine Studie, welche die Überlegenheit von Pelargonium-Extrakt gegenüber Placebo bei Kindern mit Nicht-Streptokokken-Angina tonsillaris (Mandelentzündung ohne Nachweis von Bakterien) beweisen soll, ist zumindest dahingehend kritisch zu betrachten, dass die verwendeten Schnelltests auf Streptokokken in 9 % der Fälle falsch negative Ergebnisse zeigen. Die möglichen Komplikationen bei einer nicht-antibiotischen Behandlung sind erheblich.
Weil Hexal keine wissenschaftlichen Beweise liefern konnte, dass sein registriertes Produkt Pelasya mit dem zugelassenen Arzneimittel Umckaloabo vergleichbar ist, gab es im März 2014 eine einstweilige Verfügung des Landgerichts Ulm, mit dem vergleichende Werbung untersagt wurde.

## Geschichte
Im Süden Afrikas werden Dekokte aus Pelargonium-Arten seit Jahrhunderten in der traditionellen Heilkunst verwendet.
Der an Tuberkulose erkrankte Engländer Charles H. Stevens wurde 1897 von seinem Arzt ins warme Afrika geschickt. In Basutoland, dem heutigen Lesotho, wurde er von einem Basotho-Heiler mit einem solchen Extrakt behandelt. Stevens erholte sich innerhalb von drei Monaten vollständig und gründete 1904 ein Unternehmen zum Export der vermeintlichen Wunderpflanze nach Europa. Unter der Bezeichnung „Stevens’ Consumption Cure“ war der Extrakt eine Zeitlang als Tuberkulosemittel populär. Es verschwand auch nicht vom Markt, als Stevens die gerichtliche Auseinandersetzung mit der British Medical Association nach mehreren Prozessen 1915 endgültig verloren hatte. Die Standesorganisation hatte sein Heilmittel als Fälschung und ihn selbst als Betrüger bezeichnet. Nach dem Ersten Weltkrieg baute Stevens seinen geschäftlichen Erfolg mit zweifelhaften Werbemethoden aus. So versprach er die Rückzahlung der Arzneikosten, wenn dieses nicht wirken würde, hielt diese Versprechen jedoch nicht ein. Nach C. H. Stevens’ Tod 1942 führte sein Sohn das Unternehmen weiter, bis einige seiner deutschen Kunden sich in den 1960er Jahren direkt mit Stevens’ Lieferanten zusammentaten.
Stevens’ Auseinandersetzungen wurden auch auf dem Kontinent wahrgenommen. Der Schweizer Missionsarzt Adrien Sechehaye (Universität Genf) behandelte in den 1920er Jahren rund 800 Tuberkulosepatienten mit „Stevens’ Cure“. Während dieser Behandlungen soll er in vielen Fällen klare Heilungseffekte verzeichnet haben. Vor der Publikation seines Berichts erkundigte sich Sechehaye bei der British Medical Association nach Forschungsergebnissen. Nachdem er 1935 in London über seine eigenen Untersuchungen berichtet hatte, verlangten Parlamentarier eine klinische Studie. Diese scheiterte daran, dass die biologische Herkunft der verwendeten Wurzeln nicht geklärt werden konnte, auch weil Stevens dabei nicht kooperierte.
Im deutschsprachigen Raum erschienen Sechehayes Berichte 1933 und 1951 zusammen mit den Ergebnissen diverser Experimente und mit Fallberichten.
Die Behandlung der Tuberkulose mit Pelargonium-sidoides-Wurzeln-Auszug ist heutzutage obsolet. Die aktuelle Forschung konzentriert sich offenbar auf akute und chronische Atemwegsinfekte.

## Patentrechtliche Auseinandersetzung
Ein durch Auszug mit Ethanol hergestellter Pelargonium-sidoides-Extrakt ist Wirkstoff in Fertigarzneimitteln, die unter verschiedenen Handelsnamen (siehe unten) in der Behandlung der akuten Bronchitis zur Anwendung kommen. Der Herstellungsprozess für diesen Extrakt („Spezialextrakt EPs 7630“) wurde von dem deutschen Pharmaunternehmen Dr. Willmar Schwabe entwickelt. Über ein im September 2002 angemeldetes und im Juni 2007 erteiltes Patent auf den Herstellungsprozess sicherte sich Schwabe einen europaweiten Schutz auf Herstellung und Verkauf des Extraktes bis maximal 2022.
Das Patent wurde von der südafrikanischen Gemeinde Alice angefochten: Grund für die Klage war die „illegitime und illegale Monopolisierung einer genetischen Ressource aus dem südlichen Afrika und des traditionellen Wissens“. Das Europäische Patentamt widerrief daraufhin im Januar 2010 das Patent auf Pelargonium vollständig. Schwabe kündigte zunächst an, Beschwerde gegen die Entscheidung einzulegen, erklärte jedoch im April 2010, auf Rechtsmittel gegen das Urteil zu verzichten. Begründet wurde dies mit dem Wunsch, nicht weiter zum Spielball einer von Schwabe nicht lösbaren Grundsatzdiskussion im Spannungsfeld zwischen dem Übereinkommen über die biologische Vielfalt und Patentrecht zu werden, obwohl das Patent ethisch und rechtlich korrekt sei. Schwabe vertreibt seine Arzneimittel über Tochterfirmen.

## Handelsnamen und Darreichungsformen
Umckaloabo (CH, D), Pelargonium-ratiopharm (D),  Pelasya (D; nicht mehr im Vertrieb),  Kaloba (A, CH), Pelacur (A, HU)
Das Medikament ist in Deutschland und Österreich apothekenpflichtig, in der Schweiz ist es in die Abgabekategorie D eingestuft. Pelargonienwurzelextrakt gibt es in Form von Tropflösung oder Filmtabletten.